# 河野圭一
河野 圭一（かわの けいいち、1971年1月22日 - ）は、日本の実業家、元プロレスラー。

## 経歴
兵庫県立兵庫工業高等学校電気科を卒業後、自動車整備工場に入社して自動車整備士として勤務。
自動車整備工場を退社後、飲食業界に入って兵庫で店舗を構える。
1995年1月、阪神・淡路大震災の影響で閉店。
1996年1月、ワールド・ワンを設立して代表取締役社長に就任。兵庫県と大阪で飲食店を経営するがいずれも長続きせず閉店。河野の通う空手道場に北尾光司が現れて彼の練習相手を務めることになる。1996年10月20日、WARで武輝道場所属選手の河野圭一としてデビュー。自身のデビューについては寝耳に水であった。
1999年1月、闘龍門が武輝道場を吸収合併して闘龍門JAPANを設立したことにより、闘龍門JAPAN所属選手となる。7月4日、リングネームをチョコボールKOBEに改名。
2001年6月3日、リングネームをチョコフレークK−ICHIに改名。11月8日、闘龍門JAPAN後楽園ホール大会で引退試合が行われた。
2002年、飲食業界に戻り沖縄料理店や大衆居酒屋などを開店。
現在はワールド・ワンの代表取締役社長として兵庫を中心に関東にも店舗を構えている。

## 得意技
チョコカッター
パイナップルボム
ブルーサンダーと同型。
デ☆ナーダ
羽根折り固めと同型。
バズソーキック
仰向けになった相手の上半身を起こして相手の左側頭部を振り抜いた右足の甲で蹴り飛ばす。
各種キック